# Dům čp. 9 (Vejvanov)
Dům čp. 9 byla historická roubená usedlost ve Vejvanově na Rokycansku, z níž se do současnosti dochovala pouze sýpka a stodola.

## Historie
V mapách stabilního katastru z roku 1839 je na parcele zachycena dřevěná stavba zcela jiného půdorysu. Lze ale předpokládat, že dochované původní objekty pocházejí z první poloviny 19. století. Obytný dům, který byl součástí usedlosti, byl pravděpodobně v šedesátých letech 20. století zbourán a nahrazen novostavbou. Areál usedlosti byl v roce 2019 prohlášen kulturní památkou.

## Architektura
Usedlost je situována na západní straně návsi, sýpka stojí na jižní hranici pozemku a stodola na západní straně. Sýpka je přízemní roubené jednokomorové stavení s cihelnou podezdívkou, hambalkovým krovem a sedlovou střechou. Jedná se o jedno z posledních stavení tohoto druhu v celé vsi. Stodola má podobnou konstrukci jako sýpka, při její výstavbě byly nicméně druhotně použity trámy z nějaké starší stavby. Na obou stavbách jsou dochovány charakteristické prvky tesařského řemesla, jako stopy po tesání trámů, tesařské spoje nebo značky. Ve stodole se také v podstatné míře zachovaly původní pernové přepážky.